# Nationalpark Chaco
Der Nationalpark Chaco ist ein Schutzgebiet in Argentinien. Es wurde 1954 ausgewiesen und ist 149,8 km² groß. Kennzeichnend für den Park sind trockene Wälder und Savannen. Aufgrund seiner zentralen Lage in Südamerika ist er ein wichtiger Rückzugsort für Zugvögel.